# Stilpnus linearis
Stilpnus linearis là một loài tò vò trong họ Ichneumonidae.